# Niedernhain
Koordinaten: 51° 0′ 30″ N, 9° 16′ 21″ O
Niedernhain ist eine Dorfwüstung in der Gemarkung von Dillich, einem südlichen Stadtteil von Borken im nordhessischen Schwalm-Eder-Kreis. Sie befindet sich auf 195 m Höhe über NHN am nordwestlichen Rand der Gemarkung von Dillich inmitten von Feldern unmittelbar südlich der Landesstraße L 3149 von Dillich nach Nassenerfurth. Die Flurnamen „am Niedernhain“ und „in den Mauern“ erinnern an die einstige Siedlung.

## Geschichte
Der Ort wurde um 1250 als „Niedienhagin“ erstmals urkundlich erwähnt, als das Stift St. Stephan zu Mainz dort Waldrechte und Zehnt-Einkünfte hatte. Später waren offenbar die Herren von Linsingen die vorherrschenden Grundherren am Ort. Im Jahre 1380, der Ort lag wohl bereits wüst, verkauften sie ihren Zehnten zu Niedernhain an Henne (Heinrich) von Urff. 1443, 1509 und 1511 sind sie mit Belehnungen anderer Nutzer von dortigem Grundbesitz beurkundet, 1447 verkaufte Reinhard von Dalwigk seinen Zehnten zu Niedernhain an Berthold von Linsingen, und von 1453 bis 1696 sind die Linsingen landgräfliche Lehnsinhaber von Zehnten in Niedernhain.
Nachdem die hessische Linie derer von Linsingen im Jahre 1721 mit Ludwig Eitel im Mannesstamm erloschen war und deren Herrschaft Jesberg an Landgraf Karl von Hessen-Kassel heimgefallen war, belehnte dieser 1723 seinen Sohn Maximilian (1689–1753) mit der Herrschaft Jesberg, einschließlich Niedernhains; diese Belehnung wurde 1752 letztmals erneuert.

## Oberniedernhain
Nur etwa 500 m nördlich lag die ebenfalls aufgegebene Siedlung Oberniedernhain, auf 194 m Höhe über NHN am Ostrand der heutigen Gemarkung von Haarhausen, ebenfalls Stadtteil von Borken. Der Ort ist nur ungefähr zu lokalisieren (51° 0′ 46″ N, 9° 16′ 24″ O).